# Станифорт, Рон
Ро́налд Ста́нифорт (англ. Ronald Staniforth; 13 апреля 1924 — 5 октября 1988), более известный как Рон Станифорт (англ. Ron Staniforth) — английский футболист, правый защитник. Известен по выступлениям за клубы «Стокпорт Каунти», «Хаддерсфилд Таун», «Шеффилд Уэнсдей» и «Барроу», а также за национальную сборную Англии.

## Клубная карьера
Уроженец манчестерского района Ньютон-Хит, Станифорт проходил службу в ВМФ Великобритании во время Второй мировой войны. После войны работал молочником и играл в любительских футбольных лигах. В 22 года подписал свой первый профессиональный контракт с клубом «Стокпорт Каунти». Выступал за клуб с 1946 по 1952 год, сыграв за него более 200 матчей в Третьем северном дивизионе.
Когда главный тренер «Стокпорта» Энди Битти был назначен главным тренером «Хаддерсфилд Таун», он пригласил Станифорта в этот клуб.
В сезоне 1952/53 Станифорт провёл за «терьеров» все 42 матча и помог команде занять второе место во Втором дивизионе, обеспечив выход в Первый дивизион. В следующем сезоне команда даже поборолась за чемпионский титул, в итоге заняв третье место. 
В июле 1955 года Станифорт перешёл в «Шеффилд Уэнсдей». Дебютировал за «Уэнсдей» 20 августа 1955 года в матче Второго дивизиона против «Плимут Аргайл». В сезоне 1955/56 сыграл за «сов» 32 матча и забил 2 гола (против «Плимут Аргайл» 17 декабря и против «Ноттс Каунти» 31 марта) и помог команде выиграть Второй дивизион и выйти в Первый дивизион. Выступал за «Шеффилд Уэнсдей» четыре сезона, сыграв 107 матчей и забив 2 гола.
В октябре 1959 года перешёл в «Барроу», где стал играющим тренером. Сыграв за клуб 38 матчей, в 1961 году завершил карьеру игрока, продолжив оставаться главным тренером клуба. Находился на этом посту до 1964 года.

## Карьера в сборной
В 1953 году Станифорт дебютировал за вторую сборную Англии, в итоге сыграв за неё три матча.
3 апреля 1954 года дебютировал за главную сборную Англии в матче против сборной Шотландии.
Всего провёл за сборную Англии восемь матчей, включая три матча на чемпионате мира в Швейцарии.

### Матчи за сборную Англии
| № | Дата           | Стадион                   | Соперник  | Результат      | Турнир                                      |
| - | -------------- | ------------------------- | --------- | -------------- | ------------------------------------------- |
| 1 | 3 апреля 1954  | «Хэмпден Парк», Глазго    | Шотландия | 4:2            | Домашний чемпионат Великобритании 1953/1954 |
| 2 | 16 мая 1954    | «ЮНА», Белград            | Югославия | 0:1            | Товарищеский матч                           |
| 3 | 14 апреля 1934 | «Непштадион», Будапешт    | Венгрия   | 1:7            | Товарищеский матч                           |
| 4 | 17 июня 1954   | «Санкт-Якоб Парк», Базель | Бельгия   | 4:4 (доп. вр.) | Чемпионат мира 1954. Групповой этап         |
| 5 | 20 июня 1954   | «Ванкдорф», Берн          | Швейцария | 2:0            | Чемпионат мира 1954. Групповой этап         |
| 6 | 26 июня 1954   | «Санкт-Якоб Парк», Базель | Уругвай   | 2:4            | Чемпионат мира 1954. Плей-офф               |
| 7 | 10 ноября 1954 | «Уэмбли», Лондон          | Уэльс     | 3:2            | Домашний чемпионат Великобритании 1954/1955 |
| 8 | 1 декабря 1954 | «Уэмбли», Лондон          | ФРГ       | 3:1            | Товарищеский матч                           |

## Достижения
Сборная Англии
Победитель Домашнего чемпионата: 1953/54, 1954/55